# Rhynchodontodes angulata
Rhynchodontodes angulata är en fjärilsart som beskrevs av Walker 1862. Rhynchodontodes angulata ingår i släktet Rhynchodontodes och familjen nattflyn. Inga underarter finns listade.